# Tolania cristata
Tolania cristata är en insektsart som beskrevs av Lethierry. Tolania cristata ingår i släktet Tolania och familjen hornstritar. Inga underarter finns listade i Catalogue of Life.